# Erioxylum palmeri
Erioxylum palmeri là một loài thực vật có hoa trong họ Cẩm quỳ. Loài này được (Rose) Rose mô tả khoa học đầu tiên năm 1911.